# Veronika Mickel-Göttfert

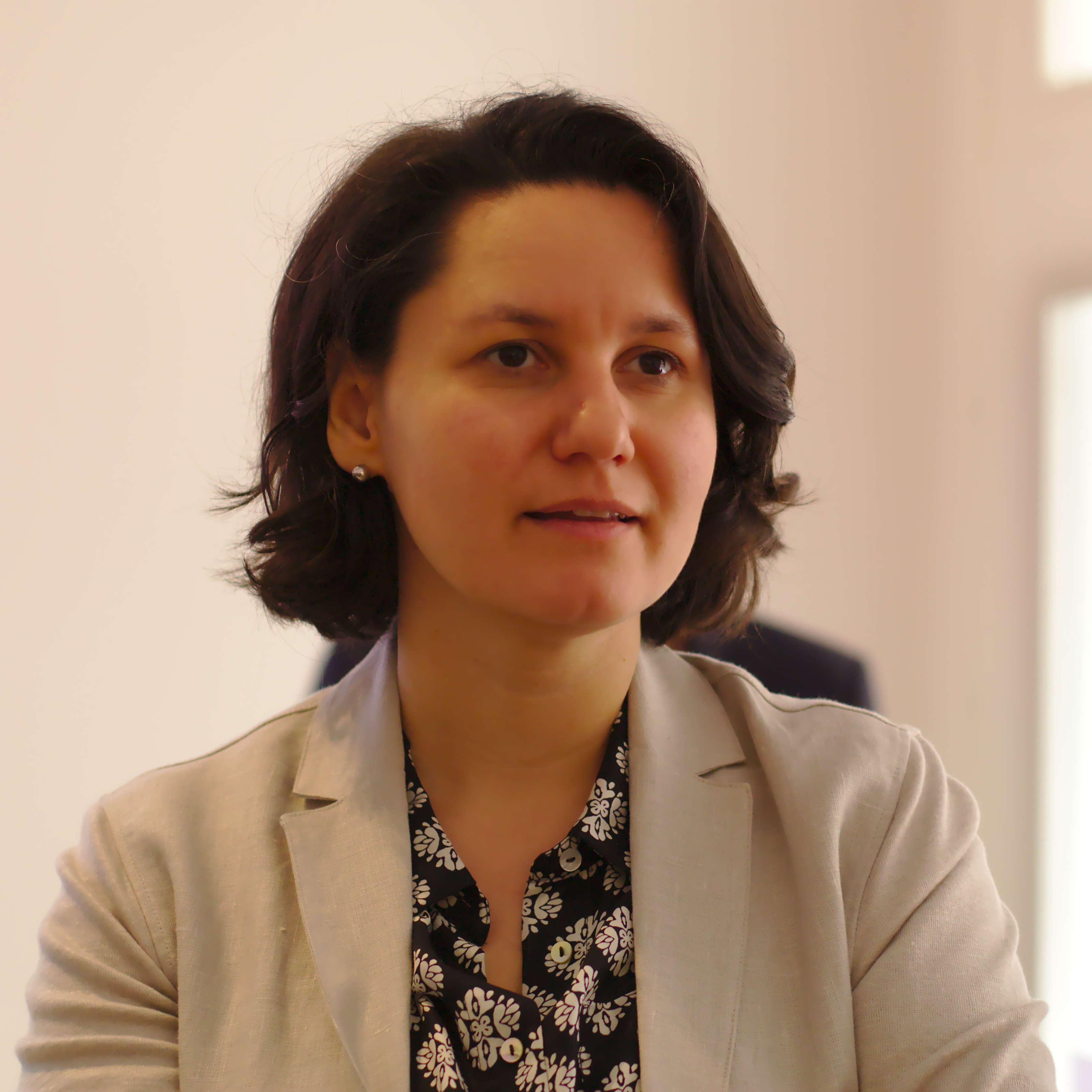
Veronika Mickel-Göttfert (2017)

Veronika Mickel-Göttfert (* 18. Mai 1978 in Wien) ist eine österreichische Juristin, Politikerin (ÖVP) und war von 2010 bis 2020 Bezirksvorsteherin im 8. Wiener Gemeindebezirk Josefstadt.

## Leben
Mickel-Göttfert besuchte das Realgymnasium Schottenbastei im 1. Wiener Gemeindebezirk Innere Stadt. Von 1996 bis 2001 studierte sie Rechtswissenschaften in Wien und Fribourg. Sie ist Mitglied der christlichen Studentinnenverbindung Arcadia Wien im VCS.

## Politik
2001 wurde sie Mitarbeiterin im Europäischen Parlament und später Parlamentarische Mitarbeiterin im österreichischen Nationalrat. Von 2007 bis 2010 war sie als Referentin für Josef Pröll im Umwelt und Finanzministerium tätig. 2010 wurde sie als Bezirksvorsteherin für den 8. Wiener Gemeindebezirk Josefstadt gewählt. Bei der Bezirksvertretungswahl in Wien 2020 übernahmen jedoch wieder die Grünen das Amt des Bezirksvorstehers. Im Mai 2021 folgte ihr Sabine Schwarz als Landesleiterin der VP-Wien Frauen nach.